# Tipula dershavini
Tipula dershavini är en tvåvingeart som beskrevs av Alexander 1934. Tipula dershavini ingår i släktet Tipula och familjen storharkrankar. Inga underarter finns listade i Catalogue of Life.